# بوفالو بیل جوان
بوفالو بیل جوان (انگلیسی: Young Buffalo Bill) یک فیلم وسترن به کارگردانی جوزف کین است که در سال ۱۹۴۰ منتشر شد.

## بازیگران
- روی راجرز
- جرج «گبی» هیز
- پائولین مور
- وید باتلر
- آنا دمتریو